# Johnson Carr

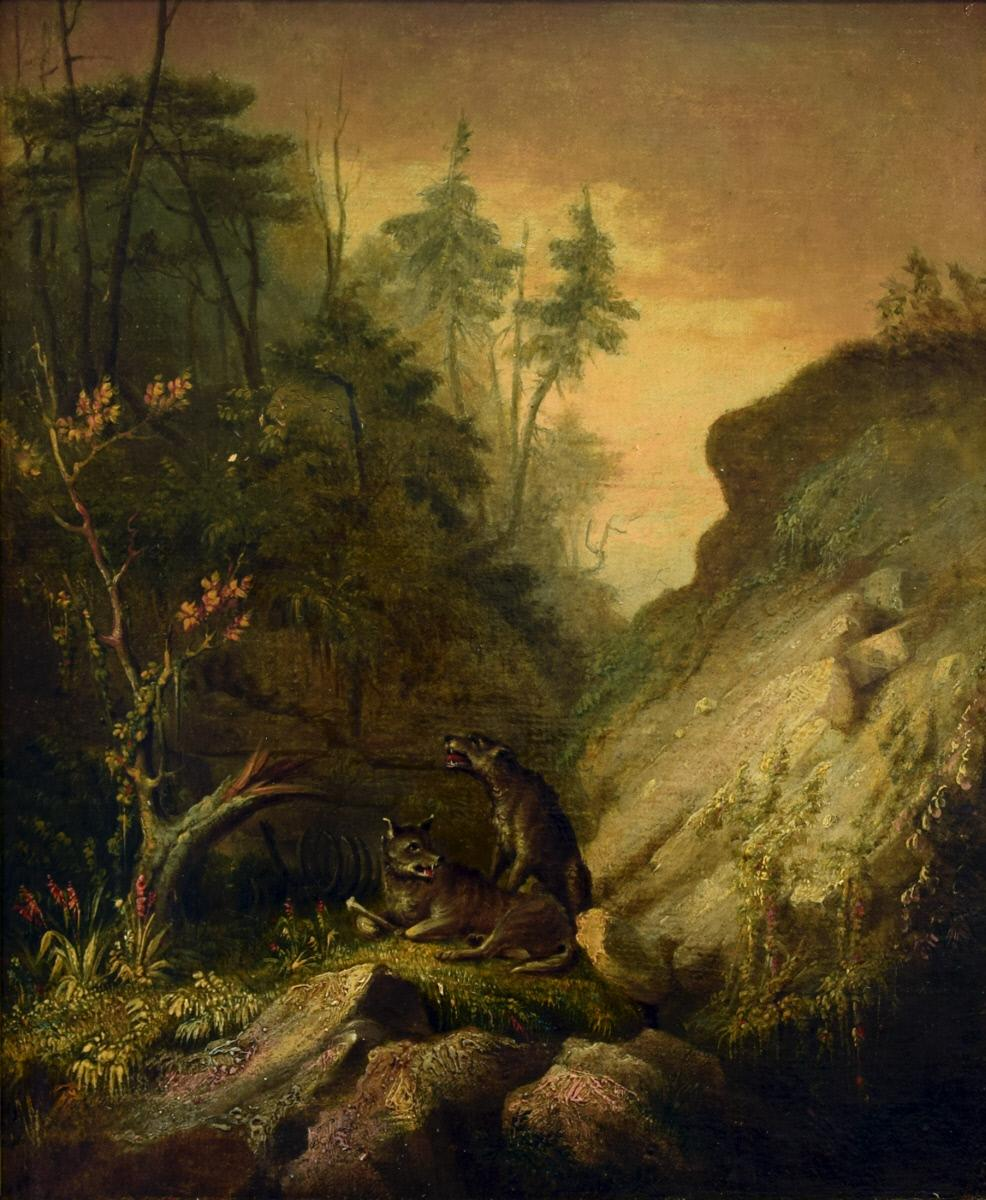
Gemälde Wolves in the Gorge

Johnson Carr (* 1743 im Norden Englands; † 16. Januar 1765 in York) war ein englischer Maler. 

## Leben
Carr stammte aus einer angesehenen Familie im Norden Englands. Zusammen mit William Hodges wurde er Schüler von Richard Wilson, bei dem er noch 1763 arbeitete. Bereits in den frühen 60er Jahren des 18. Jahrhunderts war er als Landschaftsmaler und Zeichner in England sehr erfolgreich. Trotz seiner Jugend fand er viel Anerkennung. Bereits 1759 erhielt er eine Auszeichnung der „Society of Artists“. In den Jahren 1762 und 1763 folgten weitere Medaillen der „Society of Arts“ für seine Landschaftsmalereien. Er starb im 22. Lebensjahr an der Schwindsucht.
Es sind nur sehr wenige Werke von Carr bekannt. Dazu gehört Westminster Abbey from Pimlico (1763, 28 × 46 cm), eine Zeichnung in schwarzer und weißer Kreide auf blauem Grund, die als Teil der Sammlung von Bruce Ingram zunächst Richard Wilson zugeschrieben worden war. In der Sammlung des Reading Public Museum befindet sich das Ölgemälde Wolves in the Gorge (1760–1769, Öl auf Leinwand, 36,2 × 28,6 cm).